# Уонтнер, Артур
А́ртур Уо́нтнер (англ. Arthur Wontner; 21 января 1875, Лондон — 10 июля 1960, там же) — британский актёр, наиболее известен в качестве исполнителя роли Шерлока Холмса, в пяти фильмах, снятых с 1931 по 1937 годы.

## Общая информация
В своё время многие критики считали Артура Уонтнера лучшим кино-Холмсом, и предпочитали его интерпретацию образа знаменитого сыщика более агрессивной и энергичной интерпретации Бэзила Ретбоуна:
«Из тех Шерлоков Холмсов, что мы видели и слышали в фильмах в наше время, нет лучшего Холмса, чем Артур Уонтнер… Он, с его добрым лицом и тихой пророческой улыбкой словно сошёл со страниц книг…» — писал Винсент Старретт в «Частной жизни Шерлока Холмса».
Из всех фильмов о Шерлоке Холмсе, с Уонтнером в главной роли, официально утерянным считается «Пропавший Рембрандт» (снят в 1932 году), который был основан на «Приключениях Карла Августа Милвертона».
Фильмы, которые доступны для просмотра:
- «Спящий кардинал»[4] (1931; название для американского проката: «Роковой час Шерлока Холмса») — основан на двух рассказах Артура Конан-Дойля «Пустой дом» и «Последнее дело Холмса».
- «Знак четырёх: величайшее дело Шерлока Холмса»[5] (1932);
- «Триумф Шерлока Холмса»[6] (1935) — по мотивам повести «Долина страха»;
- «Серебряный»[7] (1937; американское название: «Убийство у Баскервилей») — по мотивам одноимённого рассказа.

## Частная жизнь
Сын Артура Уонтнера, сэр Хью Уонтнер, был известным в Британии политическим деятелем и Лорд-мэром Лондона с 1973 по 1974.

## Избранная фильмография
- Веер леди Уиндермир (1916)
- Bonnie Prince Charlie (1923)
- The Diamond Man (1924)
- Юджин Арам[англ.] (1924)
- Спящий кардинал[англ.] (1931)
- Знак четырёх[англ.] (1932)
- Пропавший Рембрандт[англ.] (1932)
- Триумф Шерлока Холмса[англ.] (1935)
- Серебряный[англ.] (1937)
- Жизнь и смерть полковника Блимпа (1943)
- Женевьева (1953)